# Wandering Husbands
Wandering Husbands è un film muto del 1924 diretto da William Beaudine.

## Trama
L'interesse di George Moreland nei riguardi della bella Marilyn Foster non sfugge alla moglie di Geroge, Diana che, un giorno, sorprende i due da soli, impegnati in un dolce colloquio. La signora Moreland, allora, fingendo indifferenza, coglie l'occasione per invitare la rivale come ospite a casa loro. Durante una gita, Diana decide di far affondare la barca su cui si trovano. Il pericolo che stanno correndo riporta alla luce i sentimenti di George per la moglie: mentre nuota insieme a lei verso la riva, si rende conto di esserne ancora innamorato. Marilyn, intanto, che è stata salvata da un'altra imbarcazione, prende atto della nuova situazione che si è andata a creare e si ritira sconfitta.

## Produzione
Il film fu prodotto dalla Regal Pictures (come Regal Pictures Inc.)

## Distribuzione
Il copyright del film, richiesto dalla Regal Pictures, fu registrato il 1º aprile 1924 con il numero LP20132.
Distribuito dalla W.W. Hodkinson, il film uscì nelle sale cinematografiche degli Stati Uniti il 20 aprile 1924.
Copie della pellicola sono conservate negli archivi della Library of Congress e in quelli dell'UCLA.